# Mickaël Forest
Pour les articles homonymes, voir Forest.

a Compétitions nationales et continentales officielles uniquement.

b Matchs officiels uniquement.
Dernière mise à jour le 21 avril 2014.
Mickaël Forest, né le 9 août 1975 à Chambéry (Savoie), est un joueur de rugby à XV français. Il évolue au poste de demi de mêlée au sein de l'effectif de l'US Montmélian.
Formé à Montmélian (Savoie), il rejoint ce club après avoir joué au CS Bourgoin-Jallieu de 2001 à 2011 après une saison au CA Brive. 
Son jeune frère, Anthony Forest, joue aussi avec le CS Bourgoin-Jallieu au poste d'ailier.

## Carrière

### En club
- 1982-1996 US Montmélian
- 1996-1999 FCS Rumilly
- 1999-2001 CA Brive
- 2001-2011 CS Bourgoin-Jallieu
- 2011-Janvier 2012 : US Montmélian
- Janvier 2012-Juin 2012 : Lyon OU (joker médical)
- 2012- : US Montmélian

Il a disputé 31 matchs en compétitions européennes, dont 18 en Coupe d'Europe et 13 en Challenge Européen.

### En équipe nationale
Il a honoré sa première cape internationale en équipe de France le 2 juin 2007 contre l'équipe de Nouvelle-Zélande, alors que les internationaux du Stade toulousain, de l'ASM Clermont Auvergne, du Biarritz olympique et du Stade français disputaient les demi-finales du Top 14 2006-07 dans leurs clubs respectifs.

## Palmarès
- Finaliste du Challenge Européen : 2009 (avec le CS Bourgoin-Jallieu)
- Demi-finaliste du Championnat de France en 2004 (avec  le CS Bourgoin-Jallieu)
- Finaliste de la Coupe de France : en 2000 (avec le CA Brive) et en 2003 (avec  le CS Bourgoin-Jallieu)
- Finaliste du Challenge Yves du Manoir : 2003 (avec  le CS Bourgoin-Jallieu)
- Demi-finaliste du Championnat de France Pro D2 : 1999 (avec le FCS Rumilly)

## Statistiques en équipe nationale
- 2 sélections en équipe de France contre l'équipe de Nouvelle-Zélande le 2 juin 2007 à Auckland (défaite 42-11) et le 9 juin 2007 à Wellington (défaite 61-10)